# Radio Konin
Radio Konin – lokalna stacja radiowa z Konina, nadążająca na częstotliwości 95,80 MHz. działająca od 15 sierpnia 1992 roku do 12 maja 2015. Nadawcą programu były Konińskie Media Sp. z o.o.

## Historia
Jeszcze przed uzyskaniem koncesji na nadawanie, doszło do rozłamu w radiu i powstały dwie konkurencyjne rozgłośnie – Radio 66 i Radio RRM. KRRiTV po raz pierwszy nadała radiu koncesję w 1995 roku. Do grudnia 1996 roku, po zamknięciu pozostałych stacji radiowych z powodu braku koncesji, Radio Konin było jedynym nadawcą w regionie konińskim. W 2001 roku ogłoszono nowe częstotliwości stacji, rok później przedłużono koncesję radia. Jednak w 2003 roku uchylono koncesję radia i stacja na wniosek URTiP zawiesiła w lutym 2004 roku nadawanie. Stacja wznowiła działalność, po korzystnej dla niej decyzji sądu, w sierpniu 2004 roku, choć nadal nie miała potrzebnej koncesji. W związku z zaległymi opłatami do ZAiKSu radio nie dostało koncesji i musiało zamilknąć 29 kwietnia 2005 roku.
Na przełomie 2007 i 2008 roku rozpoczęto poszukiwania inwestora i starania o reaktywację pierwszej niezależnej rozgłośni radiowej w tej części województwa wielkopolskiego. Grupa byłych twórców i pracowników Radia Konin (m.in. Paweł Kotlarski, Robert Szymanowski, Aneta Kwiatkowska) wspierana przez osoby niezawiązane wcześniej z rozgłośnią (m.in. Piotr Czmil) doprowadziła do przygotowania kompletu dokumentacji, które w procesie koncesyjnym, w wyniku oceny Krajowej Rady Radiofonii i Telewizji, uzyskały najwyższą ocenę. Tym samym Radio Konin w wyścigu o częstotliwość pokonało blisko dziesięciu innych nadawców, w tym duże sieci radiowe.
1 czerwca 2010 przedstawiciele Radia Konin odebrali nową koncesję na nadawanie programu. Stacja wznowiła emisję w dniu 15 sierpnia 2010, czyli dokładnie w 18 rocznicę powstania Radia Konin. Prezesem rozgłośni i większościowym udziałowcem spółki Konińskie Media był Michał Sych. Wiceprezesem Radia Konin natomiast Paweł Kotlarski – twórca stacji. Dyrektorem stacji była Aneta Kwiatkowska, natomiast szefem muzycznym Rafał Witkowski.
1 października 2014 Radio Konin poinformowało, że kończy działalność. Częstotliwość po nim przejmie RMF MAXXX, które jednocześnie utworzy swój oddział w Koninie. 12 maja 2015 o godzinie 17:00 w miejsce Radia Konin pojawiło się Radio RMF MAXXX Konin.
Rozgłośnia mieściła się w Pasażu „Fryderyk” przy ulicy Fryderyka Chopina na osiedlu Zatorze i dysponowała najnowocześniejszym studiem emisyjnym we wschodniej Wielkopolsce. Program nadawany był na częstotliwości 95,80 MHz (ERP 2,0 kW) z masztu po nieistniejącym Radiu RRM na wieżowcu dawnego Hotelu Sonata.

## Oferta programowa
Stacja emitowała muzykę pop z przewagą rocka – głównie polskie i zagraniczne przeboje (liner stacji brzmiał: „Konin Radio Przebojów!”). Na antenie pojawiały się wyłącznie wiadomości z Konina i regionu (jednym z haseł stacji był: „Radio Konin – bezczelnie lokalne”, stąd decyzją pracowników rozgłośni zrezygnowano z podawania informacji z kraju i ze świata). Program Radia Konin w całości produkowany był w Koninie.
Codzienne programy
- Wiadomości Radia Konin
- Dzień Dobry Konin!
- Drugie śniadanie (rozmowa dnia)
- Wiadomości sportowe Radia Konin
- Dzień z Radiem Konin
- Prosto z drogi
- Kultura w mieście
- Konin po piętnastej – lokalne wiadomości dnia
- Lista Przebojów Radia Konin "TOP 20"

Audycje autorskie
- Klawe radio
- Niedzielne manowce
- Niedziela będzie dla nas
- Grasujemy w chaszczach
- Druga strona bitu
- Zaklinacze czasu